# 弗洛里安·凯因茨
弗洛里安·凯因茨（德語：Florian Kainz，德語發音：[ˈfloːʁiaːn ˈkaɪ̯nts]，1992年10月24日—）是一位奥地利足球运动员，于场上司职中场，自2019年1月起效力于当时身处德乙的科隆足球俱乐部，并代表奥地利国家队参加国际比赛。

## 俱乐部生涯

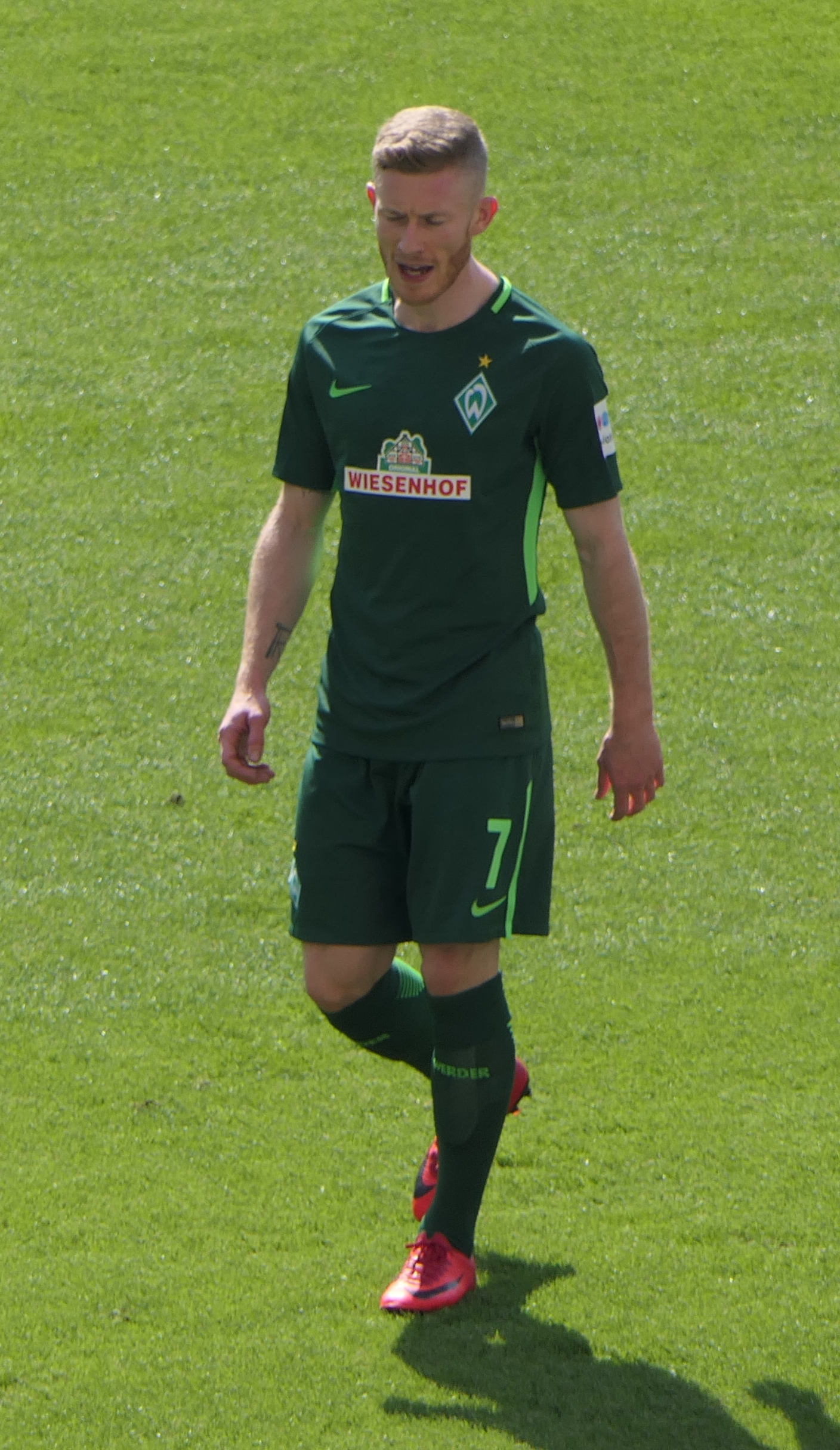
2018年身披云达不来梅战袍的凯因茨

凯因茨是自7岁起开始在施泰尔马克州的低级别俱乐部施塔特格（FC Stattegg）开启自己的足球生涯。仅仅一年后（2000年），他便被租借到格拉茨飓风，后者于2002年正式将其签入阵中。在格拉茨，凯因茨经历了各个年龄段的梯队，并进入青训学院接受了专业的足球培训。2009年6月2日，这位才华横溢的中场球员在中部地区联赛客场对阵魏茨（2比4）的比赛中首次代表格拉茨飓风二队出场。他首发亮相，至第77分钟被替换下场。自那时起，凯因茨便晋身二线队，于2008-09赛季结束前又获得3次出场机会。2009-10赛季，他又为飓风二队出场26次，并射入3球。凯因茨在成年组的前两个进球是梅开二度，于2009年11月6日在以4比1战胜韦尔斯的比赛中射入。2009年12月1日，格拉茨飓风与他签订了一份年轻职业球员合同，以表彰其持续的良好表现。
2010年夏天，凯因茨被时任主教练弗兰科·福达列入2010-11赛季格拉茨飓风一线队的大名单。由于阵容的伤病原因，他于2010年8月13日在客场以2比1战胜霍恩的奥地利足协杯比赛中完成职业生涯首秀，于第69分钟替换克里斯蒂安·克勒姆登场。一周后，即8月19日，凯因茨又完成国际比赛首秀，于2010-11赛季欧洲联赛对阵尤文图斯的附加赛首回合中首发亮相，至第72分钟才被克勒姆换下。
2014年7月，在格拉茨飓风效力十多年后，凯因茨转会至奥超竞争对手维也纳快速，转会费未公开。他与快速签订了一份期至2017年届满的合同。至2016-17赛季，凯因茨又离开故土，加盟德甲俱乐部云达不来梅，并签订了一份为期四年的合同，据报道转会费为350万欧元。2017年3月18日，他在不来梅主场以3比0战胜RB莱比锡的比赛中射入自己的德甲首球。凯因茨于第88分钟替补登场，两分钟后便射门得手。在这场比赛中，云达不来梅的三名奥地利球员都取得了进球，帮助俱乐部取得当季最大比分的胜利。在2018-19赛季德国足协杯第一圈比赛中，凯因茨取得1个入球和1次助攻，帮助球队以6比1战胜沃玛蒂亚沃尔姆斯，并当选“全场最佳球员”。
在代表云达不来梅于2018-19赛季前半程参加了10场比赛之后，凯因茨于2019年1月转投德乙俱乐部科隆，并签订了一份期至2022年届满的合同。据报道，新东家向不来梅支付的转会费约为300万欧元。赛季结束后，凯因茨随科隆以德乙冠军的身份升入德甲。2022年3月，他与俱乐部的合同获续签两年；2023年1月，科隆又提前一年将双方合同延长至2025年夏天。2023年7月，凯因茨被任命为科隆新队长。他是接替了的岗位，后者于2022-23赛季结束后挂靴，从而交出了队长的袖标。

## 国家队生涯
凯因茨曾入选各年龄组别的国家队。2010年8月11日，他首度代表奥地利19岁以下国家足球队参赛，在巴特弗斯劳以1比1战平俄罗斯的友谊赛中，时任主教练赫尔曼·施塔德勒派遣他首发出场，至半场结束后被换下。2011年5月31日，凯因茨又首次亮相奥地利21岁以下国家足球队，在腓特烈西亚以1比2不敌丹麦的比赛中首发并打满全场。
2015年11月17日，时任主教练马塞尔·科勒帮助凯因茨完成奥地利国家足球队首秀：在维也纳以1比2负于瑞士的友谊赛中，他于第82分钟替换尤利安·鲍姆加特林格登场。

## 成就
格拉茨飓风
- 奧地利足球冠軍：2011年

科隆
- 德国足球乙级联赛冠军： 2019年